# Karma (groupe français)
Pour les articles homonymes, voir Karma (homonymie).
Karma est un groupe de musique bretonne ouverte à divers influences, jazz, rock, zouk..
Il a été créé en 1996 et est composé de 6 musiciens : Antoine Lahay à la guitare, Yann Le Corre à l'accordéon, Jonathan Dour au violon, Mikael Le Bihannic à la bombarde, Stéphane Rama à la basse et Jean-Marie Nivaigne à la batterie. Étienne Bescond a également fait partie du groupe, au biniou kozh.

## Histoire
Le groupe est né de la rencontre au collège Diwan du Relecq-Kerhuon, au cours de l'année 1996-1997, entre Mikaël Le Bihannic, Kaou Gwen et Yann Le Corre (fils de Jean-Yves, l'accordéoniste des Diaouled ar Menez), très vite rejoints par Etienne Bescond. C'est à l'occasion de leur prestation au festival inter-lycée de Lannion, en 1997, que les musiciens de Karma rencontrent Erwann Le Goff, membre d'un groupe de rock. Suivant l'exemple des Ar Re Yaouank, ils affinent leur musique et commencent à conquérir leur public, en se forgeant une très bonne réputation, lors des festoù-noz du Trégor et de la région de Glomel. 
En septembre 1997, le violoniste Jonathan Dour, originaire de Glomel rejoint la formation. Karma s'inspire de recherches faites à Dastum, notamment pour développer et étoffer son répertoire, en pratiquant une musique traditionnelle, vivante et pleine d'énergie. La jeunesse de ses membres est un grand atout pour le groupe qui, de festoù-noz en concerts, séduit un public de plus en plus large. 
En 1998, la maison de disque Coop Breizh propose l'enregistrement du premier album de Karma. Celui-ci est réalisé au début du mois de février, à Rostrenen. Le groupe participe aussi au prestigieux concours du festival Kan Ar Bobl de 1998 et reçoit le titre de champion de Bretagne. En septembre 1999, Erwann Le Goff quitte le groupe, et Jean Louis Cadoret le remplace. Au gré des concerts, les rencontres leur ont fait inviter des artistes, comme Denez Prigent, Jacky Molard, Ronan Pellen ou Fred Miossec.
En 2000, dans leur deuxième album Nozata (Coop Breizh), le groupe réinterprète des classiques bretons (Eliz Iza, Janedig ar Rouz). Dans la foulée, le bassiste Stéphane Rama présent sur l'album intègre le groupe. Au printemps 2001, Kaou Gwen est remplacé par le percussionniste Jean Marie Stéphant. La tournée passe par le Canada en août 2001, dont le festival celtique de Montréal. En Bretagne, Karma s'est produit dans les grands festivals (Festival des Vieilles Charrues, Art Rock, Festival interceltique de Lorient, Festival de Cornouaille) et dans beaucoup de festoù-noz.
L'album Liesliw ("Multicolore"), enregistré à Muzillac en juillet 2002, est une invitation à l'échange avec une musique enrichie par de nombreuses rencontres. 
En 2007, après la sortie du quatrième album Mouvement[s], Karma est récompensé par le Grand prix du disque Produit en Bretagne catégorie « musique traditionnelle ».

## Discographie
- 1998 : Fest-Noz (Coop Breizh)
- 2000 : Nozata (Coop Breizh), participation de Jacky Molard et Ronan Pellen[7]
- 2002 : Liesliw (Coop Breizh), participation de Sylvain Barou et Fred Boudineau[8]
- 2006 : Mouvements (Coop Breizh), Grand prix du disque Produit en Bretagne

## Membres du groupe

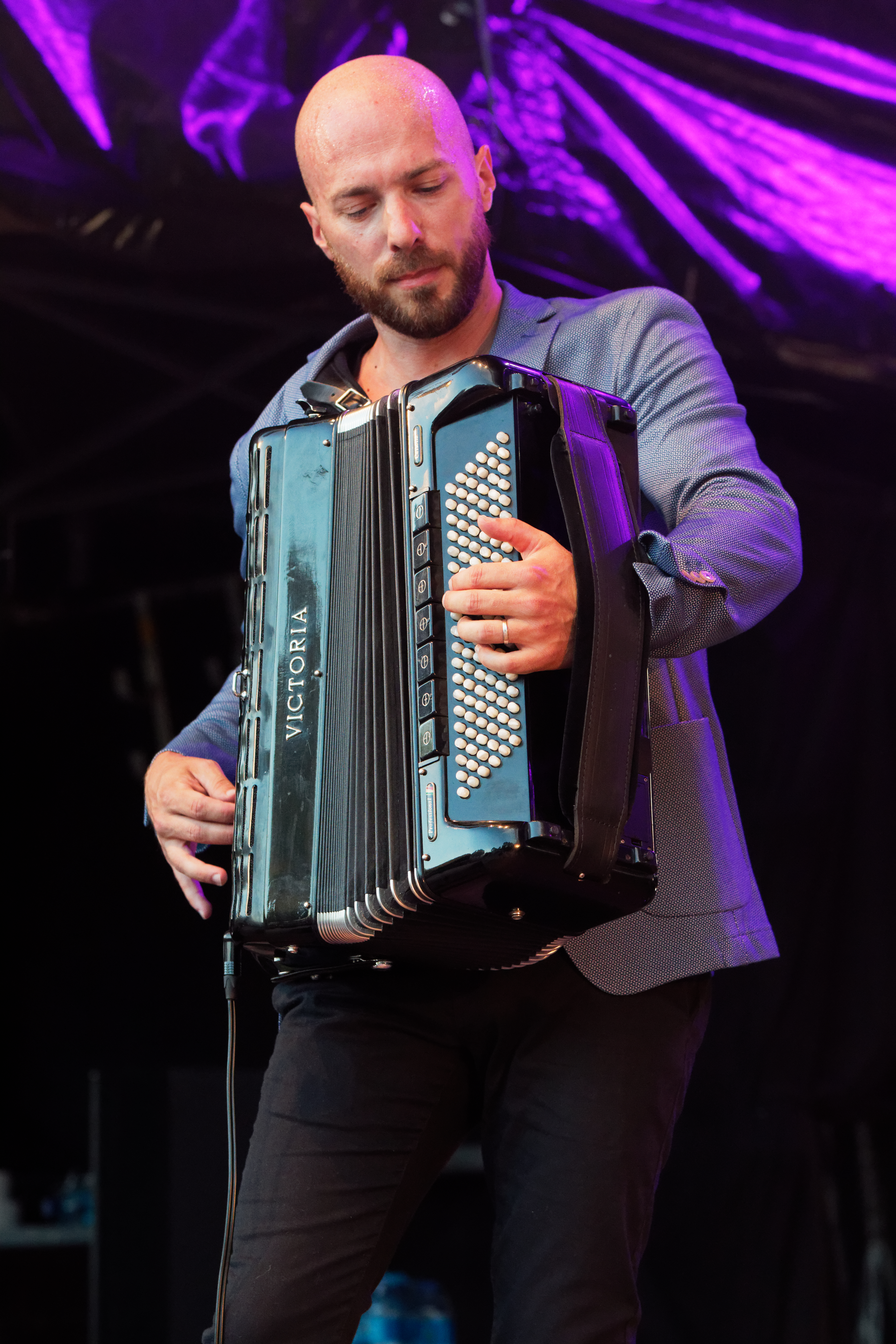
Yann Le Corre
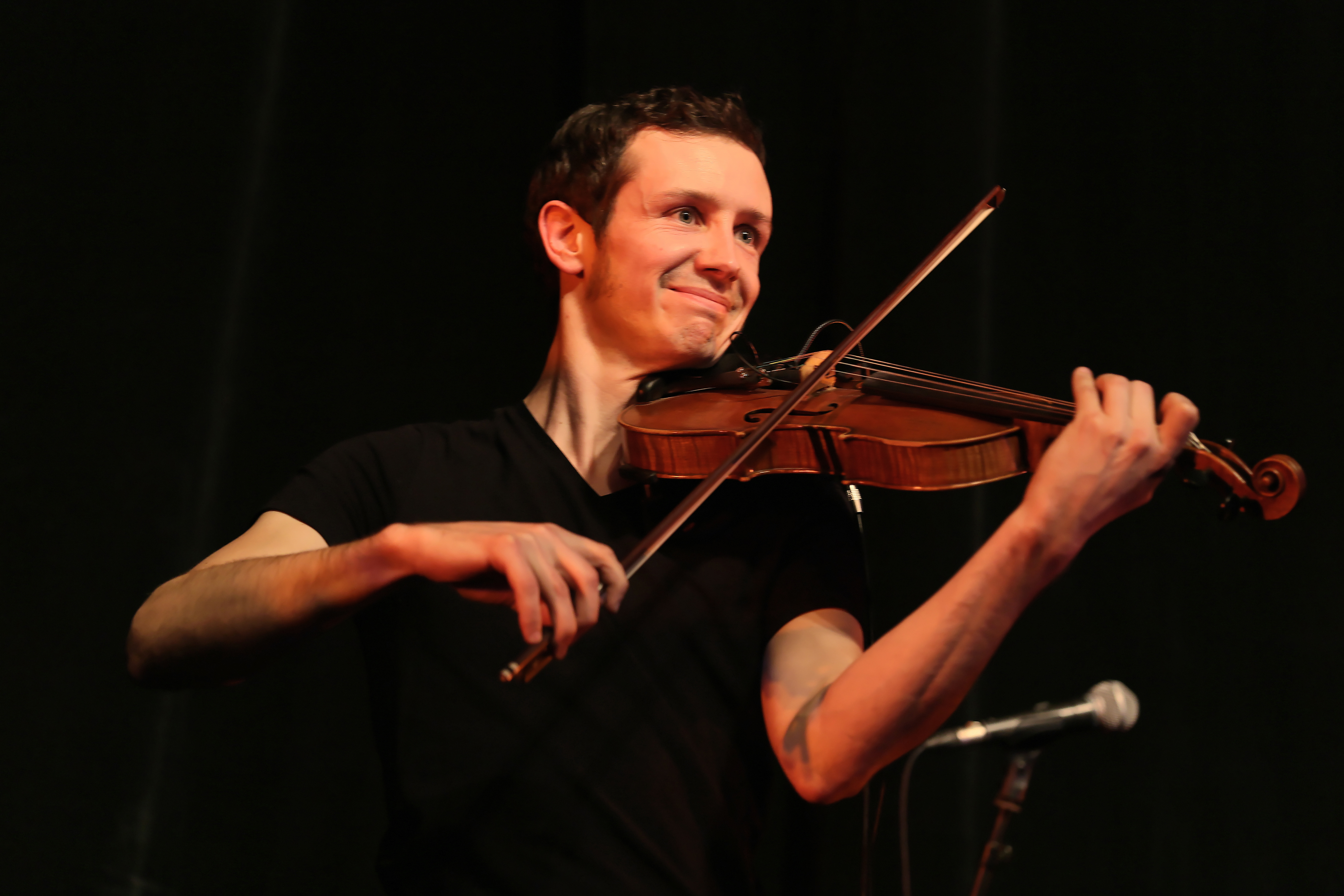
Jonathan Dour
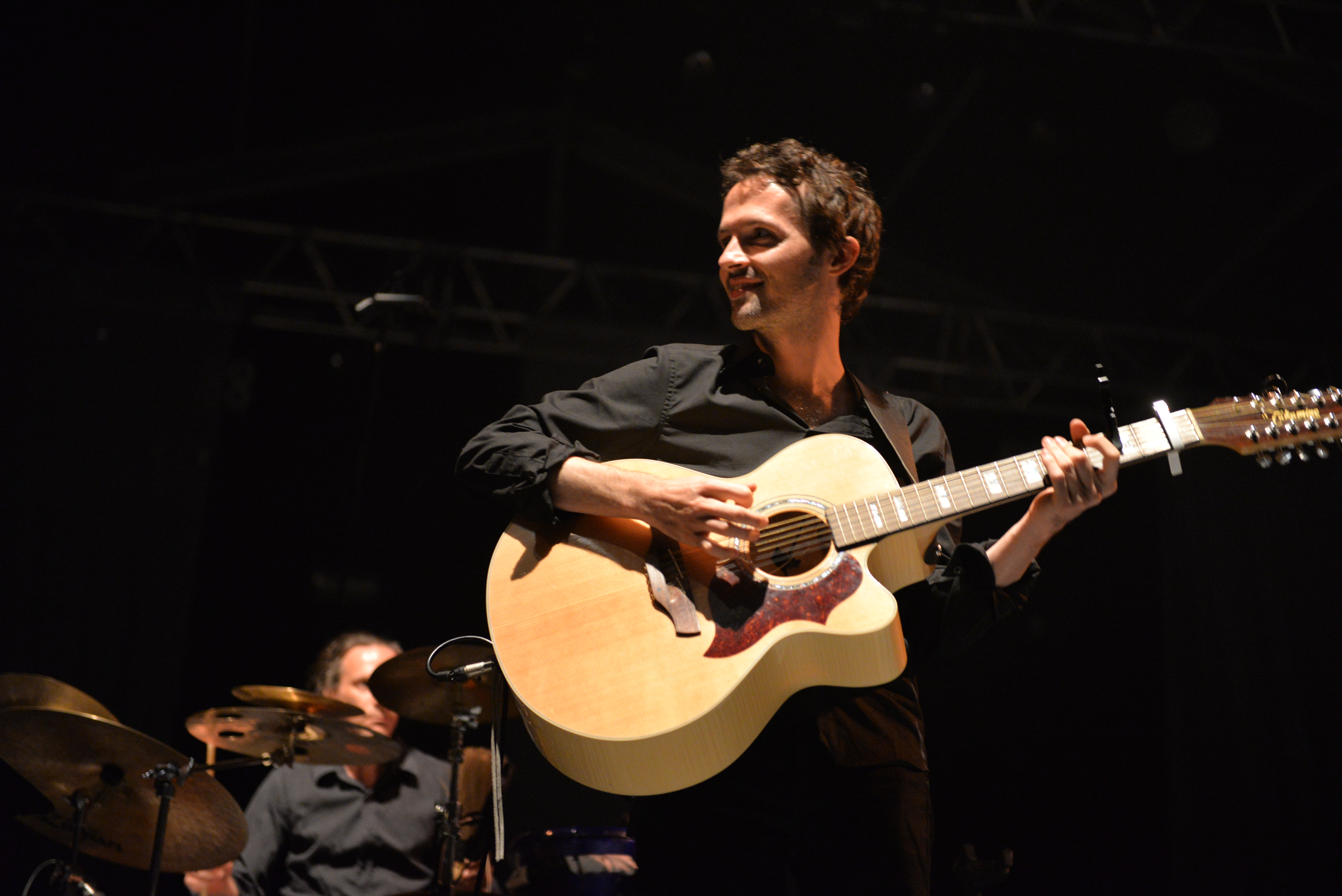
Antoine Lahay

- Yann Le Corre : accordéon
- Jonathan Dour : violon
- Mikael Le Bihannic : bombarde
- Antoine Lahay : guitare électrique, voix
- Stéphane Rama : basse
- Jean Marie Nivaigne : batterie

### Anciens membres
- Étienne Bescond : biniou kozh
- Kaou Gwen : batterie
- Jean Marie Stéphan : batterie